# 경북중부중학교
경북중부중학교(慶北中部中學校)는 대한민국 경상북도 의성군 비안면 이두리에 있는 공립 중학교이다.

## 학교 연혁
- 2013년 8월 19일 : 경북중부중학교 설립인가
- 2016년 3월 1일 : 경북중부중학교 개교
- 2016년 3월 1일 : 초대 김인영 교장 취임
- 2016년 3월 2일 : 전교생 57명 입학 및 전입 (1학년 28명, 2학년 22명, 3학년 7명)
- 2017년 2월 17일 : 제1회 졸업 (졸업생 6명)
- 2024년 3월 4일 : 제9회 입학(입학생 6명)

## 참고 자료
- 경북중부중학교 - 한국교육학술정보원 학교알리미